# Даскалов, Станислав
Станислав Пенков Даскалов (род. 4 апреля 1952, Бежаново, Болгария) — болгарский дипломат и политик, министр иностранных дел Болгарии в правительстве Любена Берова (1993—1994).

## Биография
Станислав Даскалов родился в 1952 году в селе Бежаново Ловечской области Болгарии. В 1979 году окончил МГИМО по специальности «Международные экономические отношения» с изучением китайского языка. С 1981 года работал в Министерстве внешней торговли по вопросам многосторонней торговой политики и некоторое время был первым секретарём, отвечающим за Генеральное соглашение по тарифам и торговле в болгарском представительстве при ООН в Женеве. С 1985 года был агентом и секретным сотрудником КГБ.
После возвращению в Болгарию в 1991 году Станислав Даскалов стал заместителем министра внешней торговли и главным преговорщиком с Европейским сообществом по Соглашению по ассоциированию Болгарии. В 1993 году Даскалов стал министром иностранных дел в правительстве Любена Берова и оставался на этой должности до 1994 года; он был первым председателем Комитета министров иностранных дел Совета Европы от восточноевропейских стран.
В последующие годы принимал участие в работе различных общественных организаций и работал в частном сектора. В 1999 году вместе с Николаем Младеновым основал Европейский институт. С 2001 года Даскалов — посол Болгарии в Европейском союзе и заместитель главного переговорщика по присоединению Болгарии к ЕС, а с января 2007 года — первый Постоянный представитель Болгарии в ЕС. После окончания полномочий и возвращения в Болгарию в октябре 2007 года стал послом по специальным поручениям МИД, а с июля 2008 года был назначен руководителем Отдела связей в Брюсселе Совета по региональному сотрудничеству.